# Stankowo (powiat ostródzki)
Stankowo (też Stańkowo, niem. Steenkenwalde) – nieistniejąca osada w gminie Morąg, powiat ostródzki, woj. warmińsko-mazurskie, na wschodnim brzegu jeziora Ruda Woda, na wysokości Szymonowa.
Miejscowość w postaci karczmy ze stacją przeprawy promowej miała tu istnieć jeszcze przed uruchomieniem Kanału Elbląskiego. W 1851, dla uhonorowania twórcy kanału Steenkego, miejscowość otrzymała nazwę Steenkenwalde. W tym czasie funkcjonowała tu stanica holowaczy, czyli osób ciągnących z brzegu łodzie poruszające się na kanale.
Załamanie ruchu na kanale, spowodowane ekspansją kolei żelaznej, spowodowało upadek karczmy między 1906 a 1913. Dodatkowym impulsem była motoryzacja żeglugi, powodująca zanik zapotrzebowania na pracowników fizycznych holujących jednostki pływające.
Nazwa miejscowości zachowała się odtąd dla części lasu, utrzymała się również w urzędowych wykazach miejscowości poczty pruskiej. Nazwę Stańkowo nadano także półwyspowi, na którym znajdowała się karczma.
Z miejscowością związane są lokalne podania. Według jednego z nich, w 1914 wysłano tu łódź z zawiadomieniem o mobilizacji nie domyślając się, że nikt tu już nie mieszka. Inna legenda powojennej proweniencji opowiada o wymordowaniu rodziny żydowskiego karczmarza w czasie II wojny światowej, skąd też wzięła się nieoficjalna nazwa Żydowski Kąt używana przez mieszkających tu po wojnie Polaków.
Słownik Geograficzny Królestwa Polskiego określa miejscowość jako wybudowanie wsi Venedien (Wenecja), składające się z jednego domu zamieszkanego przez 6 mieszkańców.
W roku 1973, jako niezamieszkany przysiółek, Stankowo należało do powiatu morąskiego, gmina Morąg, poczta Słonecznik.